# Dactylopisthes mirabilis
Dactylopisthes mirabilis là một loài nhện trong họ Linyphiidae.
Loài này thuộc chi Dactylopisthes. Dactylopisthes mirabilis được Andrei V. Tanasevitch miêu tả năm 1985.